# Volo BOAC 712
Il volo BOAC 712 (nominativo Speedbird 712) era un servizio della British Overseas Airways Corporation (BOAC) operato da un Boeing 707-465 dall'Aeroporto di Londra-Heathrow diretto a Sydney passando per Zurigo e Singapore. Lunedì 8 aprile 1968 subì un guasto al motore al decollo che provocò rapidamente un grave incendio a bordo; il motore si staccò dall'aereo in volo. Dopo che il velivolo effettuò con successo un atterraggio d'emergenza, la confusione con le liste di controllo e distrazioni dovute alla presenza di un pilota di controllo contribuirono alla morte di cinque delle 127 persone a bordo. La causa diretta dell'incendio è stata la rottura di una ruota del compressore, a causa della fatica del metallo.
L'assistente di volo Barbara Jane Harrison fu insignita postuma della George Cross per l'eroismo durante l'incidente, un altro membro dell'equipaggio ricevette la Medaglia dell'Impero Britannico e un controllore del traffico aereo è stato nominato membro dell'Ordine dell'Impero Britannico. A seguito dell'incidente, la BOAC modificò alcuni aspetti delle sue liste di controllo delle procedure d'emergenza.

## Il volo
Il volo 712, programmato per partire dal Terminal 3 di Heathrow alle 16:15 BST (15:15 GMT), decollò dalla pista 28L alle 16:27 BST (15:27 GMT). Aveva 127 persone a bordo, compreso un equipaggio incrementato dall'aggiunta di un ufficiale di volo ad interim, John Hutchinson (che in seguito divenne comandante sui Concorde), e un capitano di controllo per la revisione delle prestazioni di routine del pilota in comando, il comandante Cliff Taylor. Oltre ai passeggeri, l'aereo trasportava bagagli, posta e un isotopo radioattivo dell'Isotope Production Unit di Harwell destinato all'ospedale universitario a Gerusalemme.
Pochi secondi dopo il decollo dalla pista 28L di Heathrow, allora lunga 2.700 m (estesa, anni dopo, e ora ribattezzata 27L), ci fu un botto inaspettato e l'aereo iniziò a vibrare. Il motore numero due che controllava l'acceleratore si stava spegnendo. Mentre il capitano Taylor ordinò di eseguire la procedura indicata per il guasto al motore l'ingegnere di volo Thomas Hicks se ne stava già occupando, e sia lui che il capitano di controllo Geoffrey Moss raggiunsero l'interruttore per annullare l'allarme acustico del carrello. Allo stesso tempo, il primo ufficiale Francis Kirkland disattivò inavvertitamente l'allarme antincendio. Hicks raggiunse, ma non tirò, la maniglia di spegnimento del motore. Moss, osservando il fuoco, esclamò "Maledizione! L'ala è in fiamme!" A questo punto trasmisero un Mayday alle 16:29.
Nella torre di controllo il decollo del 707 era stato osservato da John Davis, che vide quello che inizialmente pensava fosse il sole che si rifletteva sull'ala dell'aereo durante la salita iniziale, ma si rese presto conto che l'aereo era in fiamme. Davis ordinò al volo 712 di svoltare a sinistra, cosicché l'aereo sarebbe atterrato sulla pista 28L. Dopodiché premette il "pulsante di incidente" che allertò i soccorsi e dichiarò un incidente aereo. I servizi vennero informati del tipo di aeromobile coinvolto e concordarono un punto d'incontro in cui dovevano riunirsi.
A questo punto, i finestrini sul lato sinistro nella parte posteriore della fusoliera stavano iniziando a sciogliersi. Mentre l'aereo sorvolava il villaggio di Thorpe, il motore in fiamme si staccò dal supporto; nessuno a terra rimase ferito. I piloni del motore del 707 erano realizzati in magnesio ed erano progettati per bruciare in caso di incendio incontrollato del motore, per impedire al fuoco di raggiungere i serbatoi del carburante posti nelle ali. In questo momento, il carrello fu abbassato e i flap quasi completamente estesi, fermandoli tre gradi prima dell'arresto totale. L'aereo era a un'altezza di 3.000 piedi (910 m) e volava a 225 nodi (417 km/h). Il membro dell'equipaggio di cabina Jennifer Suares ripeté l'esercitazione adatta ad un atterraggio d'emergenza per i passeggeri.
L'equipaggio si rese conto che l'aereo non sarebbe rimasto in volo abbastanza a lungo da consentire un atterraggio sicuro sulla pista 28L e dichiarò un Mayday. Davis autorizzò l'aereo ad atterrare sulla pista 05R, lunga 7.733 piedi (2.357 m). La torre di controllo ordinò ad altri due velivoli di eseguire una riattaccata, poiché la pista 05R incrociava la pista 28R, su cui dovevano atterrare, e Davis non sapeva se il volo 712 sarebbe stato in grado di fermarsi prima di raggiungere quella pista. L'equipaggio decise di atterrare sulla pista 05R, anche se era molto più corta e non dotata del sistema ILS. Taylor fu in grado di far atterrare in sicurezza l'aereo sulla 05R, utilizzando i freni delle ruote e gli inversori di spinta dei motori per fermare il velivolo, che quindi atterrò a circa 400 iarde (370 m) oltre la soglia e fermandosi a 1.400 iarde (1.300 m). Taylor chiese a Davis il permesso di evacuare, ma l'equipaggio di cabina stava già aprendo le uscite d'emergenza. I piloti avviarono la procedura antincendio, ma l'ala di sinistra esplose prima del completamento. Di conseguenza, le maniglie dello spegnimento antincendio non vennero tirate, mentre le pompe del carburante e l'alimentazione elettrica rimasero attive. A causa del breve periodo di tempo tra la dichiarazione del Mayday alle 16:29 e l'atterraggio dell'aereo alle 16:31, i servizi d'emergenza non ebbero il tempo di versare a terra un tappeto di schiuma, che all'epoca era una pratica standard.

### L'evacuazione
L'equipaggio di cabina diede inizio all'evacuazione, già prima che l'aereo si fermasse, attraverso entrambe le porte anteriori della cambusa, entrambe le porte posteriori e le uscite di tribordo. Diciotto passeggeri fuggirono attraverso le uscite sopra le ali prima che l'incendio diventasse troppo intenso per utilizzare quella via di fuga. Lo scivolo di fuga della porta di sinistra a prua prese fuoco prima che potesse essere utilizzato, ma una persona saltò ugualmente da lì. 84 persone fuggirono attraverso la porta della cambusa di tribordo. Tre membri dell'equipaggio fuggirono utilizzando la fune d'emergenza del cockpit. Lo scivolo della porta posteriore di tribordo si era attorcigliato durante il dispiegamento, quindi Taylor scese per rimetterlo a posto, lasciando che fosse l'hostess Jane Harrison ad assistere i passeggeri nella fuga. Sei passeggeri scapparono da quella via di fuga prima che lo scivolo venisse perforato e sgonfiato. Harrison spinse fuori i passeggeri che erano troppo spaventati per saltare, così altre undici persone uscirono da qui e altre cinque si servirono della porta posteriore prima della distruzione dello scivolo. La Harrison venne vista l'ultima volta mentre si preparava a saltare, per poi voltarsi e rientrare nella cabina passeggeri nel tentativo di salvare i restanti quattro passeggeri, tra cui una donna disabile e una bambina di otto anni. L'assistente di volo venne insignita postuma della George Cross in riconoscimento del suo coraggio disinteressato. In totale trentacinque persone rimasero ferite e altre cinque morirono.

### Efficacia dei servizi antincendio
Le prime due autopompe giunte sulla posizione del 707 ormai condannato non furono in grado di fare molto, poiché si erano fermate troppo lontano dall'aereo, e per come erano progettate erano limitate nei movimenti una volta iniziato a spruzzare la schiuma. Inoltre, l'accumulo di vernice sui filetti di accoppiamento degli idranti vicini impedì il collegamento dei tubi. Un tender per la schiuma di riserva si avvicinò e scaricò la sua schiuma in modo efficace, ma a quel punto il fuoco stava già divampando.

## Passeggeri
L'aereo trasportava 116 passeggeri e undici membri dell'equipaggio. Cinque persone morirono nell'incidente: l'hostess Barbara Jane Harrison e quattro passeggeri. Tutti e cinque persero la vita per "asfissia dovuta all'inalazione di fumi da fuoco".
Tra i sopravvissuti vi erano il cantante pop Mark Wynter, che era in viaggio in Australia per sposarsi, e Katriel Katz, ambasciatore israeliano in Unione Sovietica. Katz, un uomo corpulento, fu l'unico passeggero a scappare saltando attraverso la porta di sinistra; Hutchinson e Unwin cercarono di dirigerlo verso lo scivolo sul lato di dritta e furono quasi portati fuori attraverso la porta di sinistra da Katz, che rimase gravemente ferito nel salto.

## L'aereo
L'aereo coinvolto era un Boeing 707-465 registrato G-ARWE con un totale di 20.870 ore di volo da quando aveva volato per la prima volta il 27 giugno 1962. Il 21 novembre 1967 aveva subito un guasto al motore con conseguente interruzione del decollo, senza feriti. L'aereo era assicurato per £ 2.200.000 con i Lloyd's di Londra.
La sezione del muso dell'aereo venne recuperata per essere utilizzata su un Convair CV-580 a scopo di test come parte del programma Total In Flight Simulator. (I resoconti secondo cui il muso di G-ARWE fu utilizzato per riparare un 707 danneggiato della TWA non sono corretti.)

## L'indagine
La fatica del metallo è stata alla fine imputata come causa del guasto della ruota del compressore numero cinque nel motore turbofan Rolls-Royce 508 Conway nº 2, dando inizio a una rapida catena di guasti. La mancata interruzione, da parte dell'equipaggio, del flusso di carburante al motore provocò un rapido intensificarsi dell'incendio e la distruzione dell'aereo. Inoltre il capitano di controllo Moss aveva accidentalmente spento la campana di allarme antincendio invece della campana di avvertimento del carrello. Moss aveva anche impartito ordini al comandante Taylor, in violazione del normale protocollo per i suoi doveri. Tuttavia il rapporto sull'incidente affermò anche che Taylor aveva invitato Moss ad agire come un paio di occhi e orecchie in più dentro e fuori dal cockpit. Il comportamento di Moss potrebbe quindi essere visto come un'azione all'interno di tale mandato. Sebbene Moss avesse allertato l'equipaggio dell'incendio, nessuno di loro si rese conto che il motore numero 2 si era spento, fino a dopo l'evacuazione a terra.
Come risultato dell'indagine e delle lezioni apprese dalla catena di eventi, BOAC combinò le check-list "Engine Fire Drill" ed "Engine Severe Failure Drill" in un'unica lista, chiamato "Engine Fire or Severe Failure Drill". Furono apportate modifiche anche alla lista di controllo, inclusa l'aggiunta alla lista di controllo della conferma di aver tirato gli interruttori del sistema antincendio.
Il motore di babordo n. 2 del velivolo nº5097, costruito nel 1961, aveva accumulato 14.917 ore di servizio ed era stato revisionato nella primavera del 1965 a causa delle vibrazioni causate dalla fatica del metallo che avevano portato al guasto di una pala (stadio 8) del compressore ad alta pressione. Nel 1967 il motore era stato messo fuori servizio a causa del deterioramento del tubo del carburante e, nell'ambito delle riparazioni, fu revisionato il compressore di bassa pressione, di cui la ruota numero 5 era un componente originale, ma la ruota stessa non fu testata per la resistenza alla fatica. Il 22 novembre 1967 il motore è stato testato al banco e respinto a causa delle vibrazioni eccessive del compressore ad alta pressione, ma è stato successivamente classificato come riparabile a seguito di ulteriori analisi. Dopo 1.415 ore di servizio su un altro 707 e modifiche alterne alla turbina, il 5 aprile 1968 il n. 5097 divenne il motore numero 2 dell'ala sinistra dell'aereo, che avrebbe dovuto effettuare un volo a lungo raggio fino a Sydney tre giorni dopo.
Secondo l'indagine della Rolls-Royce, poco dopo il decollo l'8 aprile 1968, la ruota del compressore a bassa pressione del 5º stadio si era guastata per affaticamento in corrispondenza del raggio di uscita dell'anima della ruota con il cerchione, [sono necessarie ulteriori spiegazioni] causando cedimenti secondari ad altre parti del motore. La ruota quindi è esplosa attraverso il suo involucro recidendo il tubo principale del carburante, incendiando il carburante che veniva pompato a 50 galloni (circa 227 litri) al minuto. I due estintori del motore erano stati disattivati a causa di danni alla cappottatura del motore. Il calore del fuoco provocò il cedimento del pilone del motore, consentendo il distacco del motore. Tuttavia la pompa del carburante continuò a funzionare, intensificando il fuoco fino a quando non si diffuse all'ala stessa, spostandosi all'indietro dalla parte anteriore del bordo d'attacco verso la coda. L'applicazione della spinta inversa all'atterraggio e il vento laterale da ovest sulla pista soffiarono le fiamme sotto l'ala e dirigendolo verso la fusoliera. Il fuoco che si intensificò rapidamente per poi diffondersi sotto l'aereo e incendiando i condotti del carburante e i serbatoi di ossigeno che, pochi secondi dopo l'arresto del velivolo, provocarono una serie di esplosioni che sfondarono la fusoliera e incendiarono la cabina.

## Premi

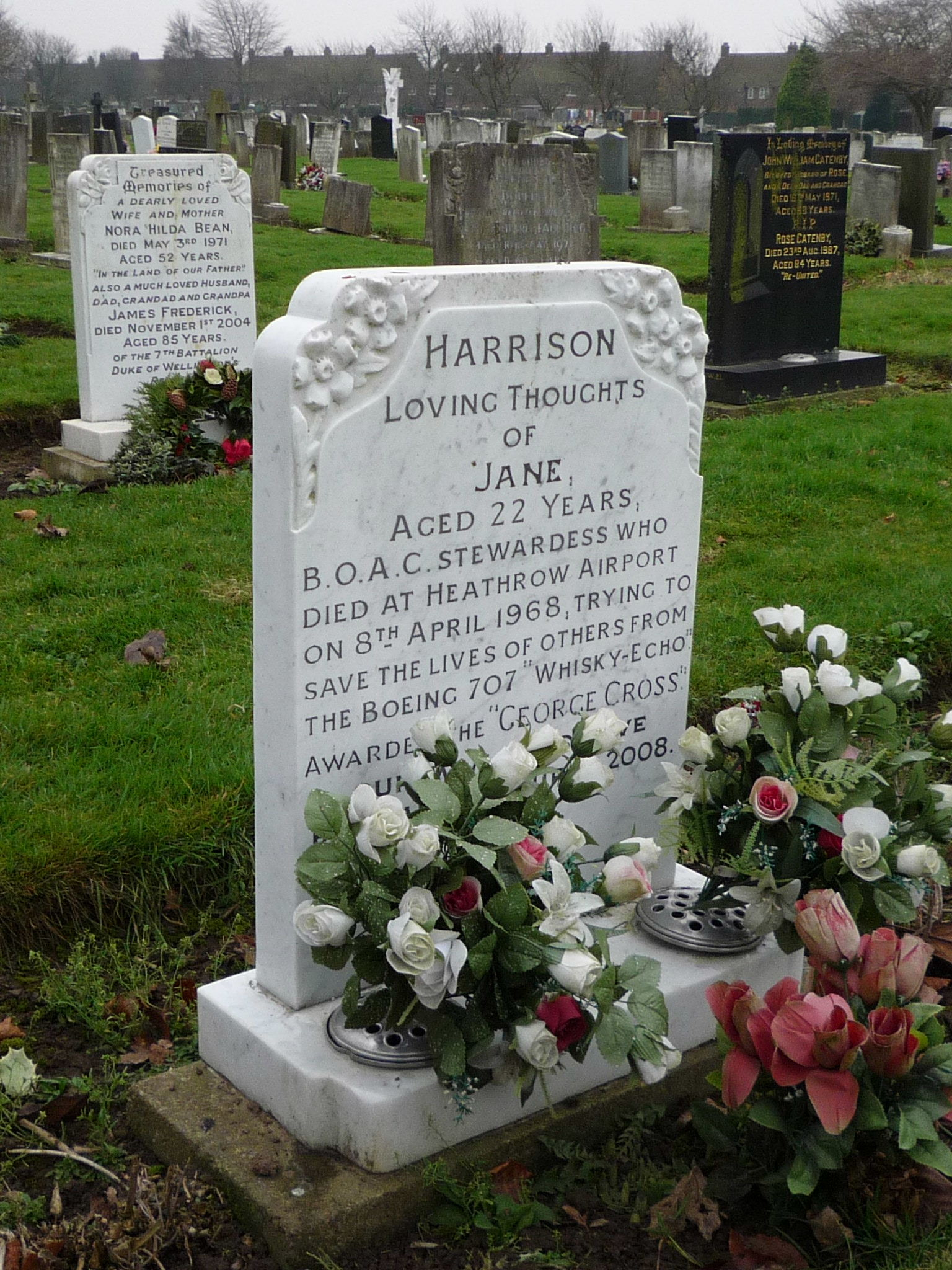
La tomba di Barbara Jane Harrison.

La regina Elisabetta II assegnò a Barbara Jane Harrison una George Cross (GC) postuma, l'unica GC mai presentato a una donna in tempo di pace. La sua medaglia è stata accettata a suo nome da suo padre Alan. Harrison è la donna più giovane che abbia mai ricevuto la George Cross. Neville Davis-Gordon ricevette la British Empire Medal per galanteria (BEM). [11] John Davis fu nominato Membro dell'Eccellentissimo Ordine dell'Impero Britannico (MBE).